# Pieve di San Giovanni Battista (Pieve Fosciana)
La pieve di San Giovanni Battista è un edificio sacro che si trova in via San Giovanni a Pieve Fosciana. È la parrocchia del paese e fa parte dell'Arcidiocesi di Lucca.
Leggende popolari attribuiscono alla duchessa Matilde di Toscana un ruolo nella fondazione dell'edificio.
All'edificio primitivo, ricordato in un documento del 764, appartiene la vasca battesimale di pietra ad immersione, che nel 1745 è tolta dal presbiterio, inserita sulla parete sinistra e protetta da parti del distrutto recinto presbiteriale trecentesco. Fino al Seicento conserva la facciata romanica, su cui si addossa il campanile quadrangolare con base 6,20 metri, poi nel 1769-70 viene ancora modificata e la nuova facciata, tripartita e con una grande finestra sagomata al centro, ha aspetto prettamente barocco in sintonia con quella del vicino oratorio. Coevo è l'interno, a tre navate e con volta a botte unghiata. Fra le opere un bassorilievo in terra policroma raffigurante San Giovanni di Francesco Colline (1887).
A destra della porta centrale una curiosa scultura del 1769 (una mano con alcune dita mozzate) ricorda l'infortunio di un prete rimasto mutilato nel sollevare una pietra per la facciata.

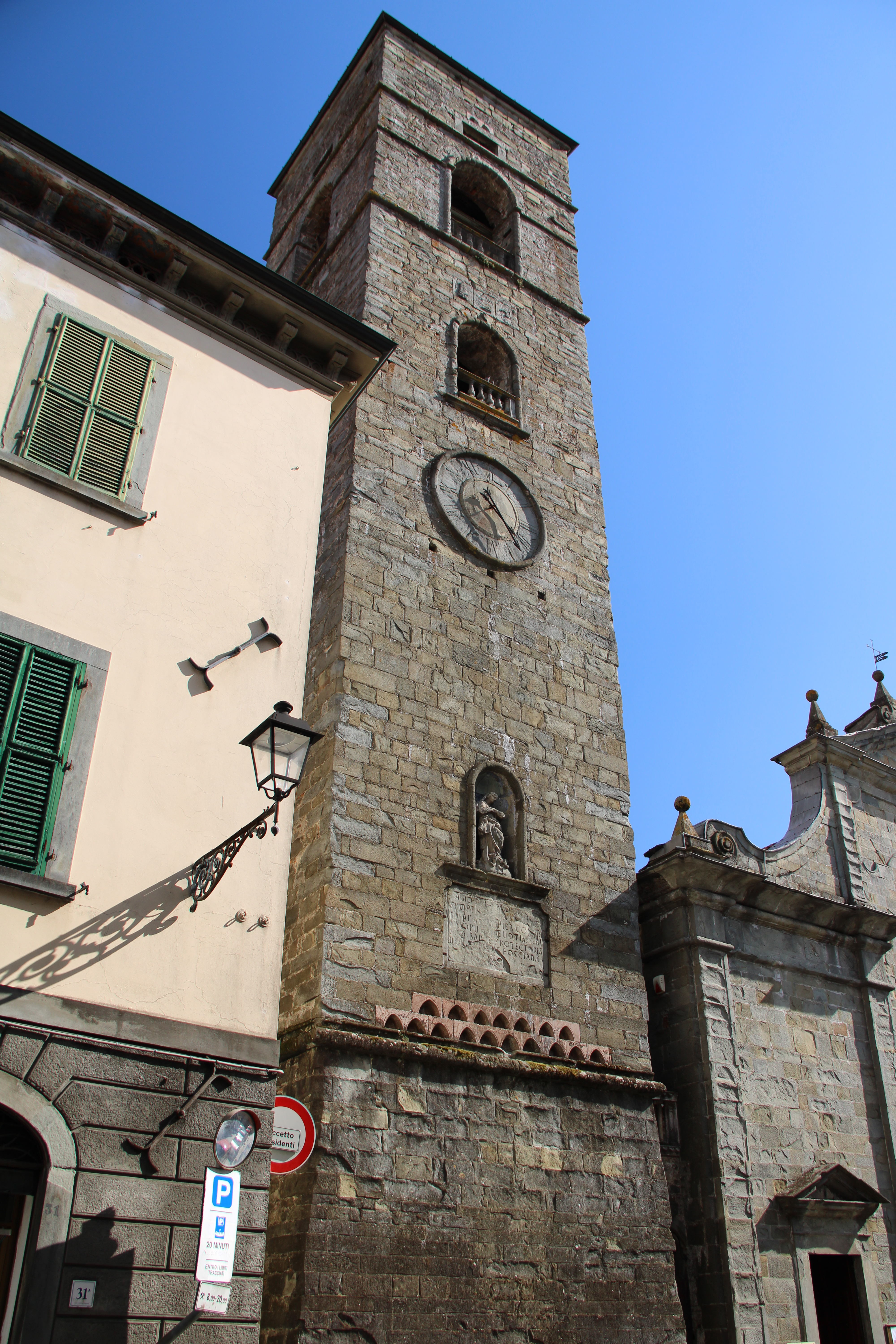
Il campanile settecentesco di Pieve Fosciana

## Storia
L'edificio della pieve di San Giovanni risale ai sec. XI-XIII, anche se adesso è radicalmente trasformato, specie all'interno.
Leggende popolari attribuiscono alla duchessa Matilde di Toscana un ruolo nella fondazione dell'edificio più antico.
Misura 35 x 16 metri. Della chiesa preesistente rimane al momento attuale solo la vasca del Fonte Battesimale per immersione.
Come accennato, verso la fine de Trecento la chiesa di San Giovanni, si trovava nel piano della pieve del tutto indifeso, fu semidistrutta " per le guerre e per le incursioni di genti armate "; fu poi restaurata a stento, con il corso di tutte le comunità della pievania.
Nel sec. XVII, anche in seguito agli impulsi post-tridentini, ebbe inizio la trasformazione interna. Sotto i tetti delle tre navate furono costruite le volte in laterizio che abbassarono la navata centrale sottraendo alla vista l'ancora esistente tetto a capriate, dovuto forse ai restauri della fine del Trecento. Anche le navate laterali furono abbassate. Le pareti interne, a conci di arenaria molto friabile, furono intonacate. Così i pilastri che reggono i dieci archi.
Nel Sec. XVIII fu demolito l'antico campanile che ostruiva la porta di destra della facciata. La costruzione del nuovo cominciò nel 1703 e fu portata a termine nel 1722. Custodisce cinque campane di cui le tre grandi in accordo maggiore di Mib3 fuse dalla fonderia Magni Luigi nel 1865 e i sonelli, quello maggiore che batte le ore fuso a Castelnuovo dalla fonderia Marovelli nel 1896, mentre quello piccolo fuso nel 1949.
La facciata romanica della chiesa, probabilmente già molto deteriorata a causa dello sbriciolamento della pietra arenaria, fu completamente sostituita dal 1770 al 1774 con l'attuale facciata barocca. A destra della porta centrale una curiosa scultura del 1769 ( una mano con alcune dita mozzate ) ricorda l'infortunio di un prete rimasto mutilato nel sollevare una pietra per la facciata.
L'antica abside della chiesa, anche se rimaneggiata con l'apertura di due monofore posticce, costituisce tuttora una bella vista dalla strada statale delle Radici.

### Il pievano Gunduald e i Longobardi
Nel dicembre di dodici secoli fa - era l'anno ottavo del re Desiderio e sesto di suo figlio Adelchi, corrispondeva all'anno 764 dalla natività del Signore - il presbitero Gunduald, di nazionalità longobarda, si trovava a Lucca davanti al vescovo.
Il vescovo si chiama Peredeo ed appartiene ad una potente famiglia longobarda di Lucca; era figlio di Pertuald, fondatore, fra l'altro, delle chiese di San Micheletto a Lucca e di San Pietro di Careggine in Garfagnana; quando i Longobardi, nell'anno 774 furono sconfitti da Carlo Magno, il vescovo Peredeo, come esponente della nobiltà lucchese, fu preso in ostaggio presso la corte dei Franchi.
Il vescovo siede in giudizio ed incarica il diacono Osprand di verbalizzare il processo. Questo documento è tuttora conservato nell'Archivio Arcivescovile di Lucca; è scritto su pergamena in un latino incerto, nel quale non manca qualche parola longobarda e dove fa capolino l'ancora non formata lingua italiana, Gunduald è in una situazione imbarazzante. Non è più capo della pievania di Fosciana. Il suo successore Lucipert lo accusa davanti al vescovo. Dice l'accusatore: Quando Gunduald era rettore e custode della chiesa battesimale di San Cassiano (e cioè della chiesa che prenderà il nome di pieve di San Giovanni di Fosciana) comprò una casa con terreni a Campori "da Maurello et Dominico et Gaudentiolo et Micciolo" (liberi proprietari di nome romano). Uscito dalla casa ecclesiae(dalla canonica della pieve), si portò via il monimen (il documento d'acquisto) ed ora tiene per la sua casa di Campori, che invece avrebbe dovuto essere della chiesa. Gunduald risponde con fermezza di aver comprato la casa con i mezzi provenienti dal proprio patrimonio familiare. Ma Lucipert incalza: Ho testimoni, i quali affermano che l'acquisto è avvenuto usando le croci d'oro che adornavano l'altare della chiesa. Occorre qui notare che, con ogni probabilità, si trattava di piccole croci auree battute in lamina, che erano una tipica decorazione delle vesti longobarde. Il vescovo, prima di chiamare i testi, impone a Lucipert di consegnare la wadia ( un pegno con il quale si garantiva l'osservanza della sentenza ). Ma Lucipert non riesce a presentare le testimonianze che aveva assicurato. Gundiald invece mostra la cartula (il documento) dove risulta che l'acquiso è stato fatto per il prezzo di 20 soldi d'oro e non con le crocette della chiesa, come Lucipert profanabat (e cioè: andava cianciando). La cartula è rovorata (irrobustita) dalla presenza di sette testimoni, tutti longobardi, uno addirittura appartenente alla corte del re, che la garantiscono (con le loro spade). Il vescovo impone comunque a Gunduald di giurare per 5 volte sul Vangelo circa la verità di quanto asserisce, e cioè che i mezzi usati per l'acquisto della casa erano del suo parentato e non della chiesa. Lucipert è costretto ad abbandonare, per sé e per i propri successori, ogni richiesta in merito.
Questo giudizio di Peredeo, emesso secondo le leggi longobarde, è stato esaminato da studiosi italiani e stranieri e presenta alcuni lati oscuri. Un particolare che riesce straordinario per quei tempi, era il fatto che Gunduald avesse lasciato la pieve. Era assolutamente fuori del normale che un presbitero abbandonasse la propria chiesa, alla quale doveva rimanere legato per tutta la vita.
Ci sfuggono i motivi del suo abbandono, forse legati a dispute dottrinarie, sicuramente traumatici.
Ma chi era Gunduald? Il suo gruppo familiare aveva il sundrio (la sede signorile) a Campori. Qui, nel lembo estremo del Piano della Pieve, la famiglia possedeva cimunitariamente - come costumavano i Longobardi - un notevole patrimonio. E qui, Gunduald, insieme ai suoi fratelli Sunuald e Mauru, fonda una sua chiesa propria, che è l'attuale Santa Maria di Campori, la quale conserva ancora qualche traccia della sua antichissima costruzione. Gunduald, fondando una chiesa di proprietà familiare, agisce da longobardo in quanto si estranea della comunità rappresentata dalla chiesa di tutto il popolo (plebes). Di lui restano altri scritti che testimoniano la sua attività svolta, fin da quando era ancora chierico, fra Pieve Fosciana e Castiglione e ci parlano anche di alcuni suoi contemporanei ed amici.
Dai documenti che ci restano, si intuisce che vie era un notevole stanziamento longobardo con estesi possessi terrieri fra Castiglione e Pieve, coma altrove in Garfagnana. Gli arimanni (i guerrieri longobardi) si erano stabiliti qui allo scopo di sorvegliare il valico di San Pellegrino, che congiungeva Lucca e Modena ed a Canossa. Con il tempo, si fusero con la popolazione preesistente. Non sappiamo quanti erano, né a quanto ammontava la libera popolazione rimasta. Tracce della lingua longobarda (che appartiene al gruppo germanico) sono ancora presenti nella nostra parlata locale (anche se, almeno in parte, sono entrate a far parte del vocabolario nazionale): scranna=banca (=sedia), scaffa, spranga, greppia, trogo, zazzera, nappa (=naso), borrita (=abbaio del cane da lepre), sornacchiare (=russare) ecc. Anche qualche usanza dei nostri vecchi può essere fatta risalire a quei secoli lontani.

### Cronotassi dei pievani
- 1 - Gunduald † prima dell'anno 764
- 2 - Lucipert † 764
- 3 - Domnipert † 796 - 821
- 4 - Teutpertus † 937
- 5 - Petrus b.m. Rasperti † 839 - 852
- 6 - Garipertus diaconus † 865 - 867
- 7 - ? (Non registrato)
- 8 - Adalfridi b.m. Pasquali † 952
- 9 - ? (Non registrato)
- 10 - Jacopo † 1168
- 11 - ? (Non registrato)
- 12 - Guilielmus † 1235
- 13 - Manfredino † 1236
- 14 - Paolo de Carfaniana † 1245 - 1258
- 15 - Ugolino † 1266
- 16 - Gualtrone † 1276 - 1288
- 17 - Guidotto † 1288 - 1303
- 18 - Nicolao di Pugliano † 1348 - 1396
- 19 - Bonaccorso di Pugliano † 1396 - 1408
- 20 - Dino di Poggio † 1414
- 21 - Antonio Zappetta da Gallicano † 1414 - 1454
- 22 - Michele da Corfino † 1467 - 1487
- 23 - Giovanni Corfini † 1502 - 1518
- 24 - Alessandro Corfini † 1521 - 1534
- 25 - Benedetto de' Nobili † 1534 - 1541
- 26 - Francesco de' Nobili † 1541 - 1575
- 27 - Giuseppe Campori † 1575 - 1581
- 28 - Giovanni Grillo † 1581 - 1613
- 29 - Onofrio Lorenzotti † 1614 - 1617
- 30 - Antonio Torignani † 1617 - 1646
- 31 - Giovanni Francesco Torriani † 1650 - 1690
- 32 - Giovanni Angelini † 1691 - 1724
- 33 - Giuseppe Torriani † 1725 - 1755
- 34 - Giuseppe Filippi † 1755 - 1797
- 35 - Nicolao Pesetti † 1800 - 1809
- 36 - Pier Pasquale Bertolini † 1815 - 1830
- 37 - Pellegrino Nobili † 1830 - 1832
- 38 - Pietro Raffaelli † 1833 - 1863
- 39 - Carlo Nutini † 1864 - 1907
- 40 - Silvio Giovannoli † 1909 - 1949
- 41 - Nilo Biagioni † 1950 - 1980 (ritirato)
- 42 - Lorenzo Angelini † 1981 - 14 novembre 2014
- 43 - Giovanni Grassi 2014 - In carica

## Descrizione

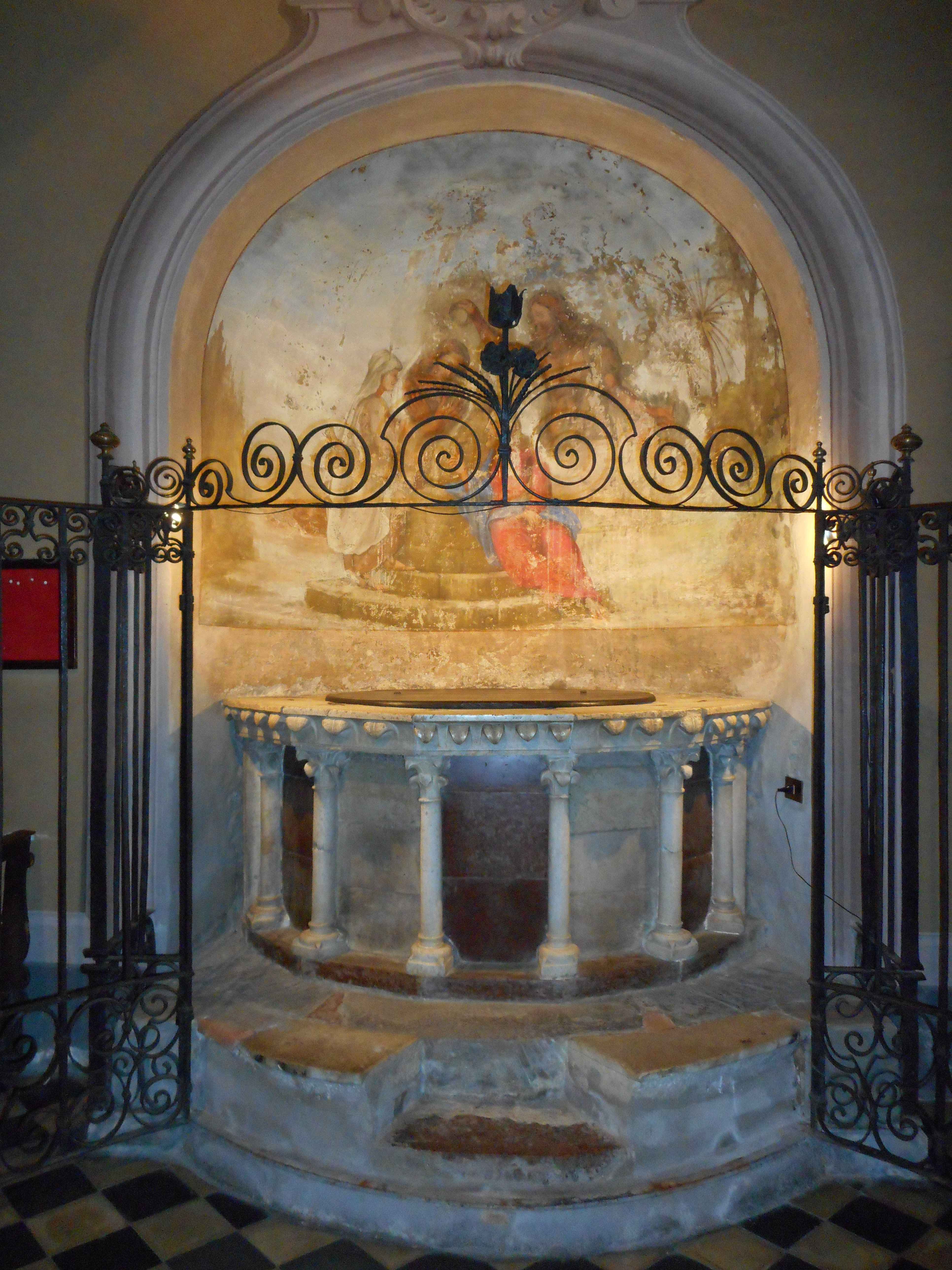
Fonte Battesimale per immersione - Pieve Foscian (LU)

Entrati dalla porta sinistra, s'incontra il Fonte Battesimale per immersione. La vasca altomedioevale in pietra è nascosta da un paramento in marmo bianco e rosso diviso da colonnine con capitelli romanici. Si tratta di materiale di recupero dal demolito recinto corale che era collocato davanti all'altare maggiore (altri resti si possono osservare fra il campanile e la facciata). La vasca, che è parzialmente visibile entrando dalla porta del campanile, fu trasportata qui nel 1745. Si trovava anteriormente in un vano ottagonale sotto il livello del pavimento, nel quale si scendeva per mezzo di una scaletta. Ne fu rimossa, per il pericolo di cadute che rappresentava, e fu riempito il vano (che forse era il Fonte primitivo). Il Fonte Battesimale è diviso dal resto dell'ambiente per mezzo di una cancellata in ferro battuto, eseguita nel 1745 da Bartolomeo Tommasini di Castelnuovo. Il ferro proveniva dalle Fabbriche di Vallico in Garfagnana.

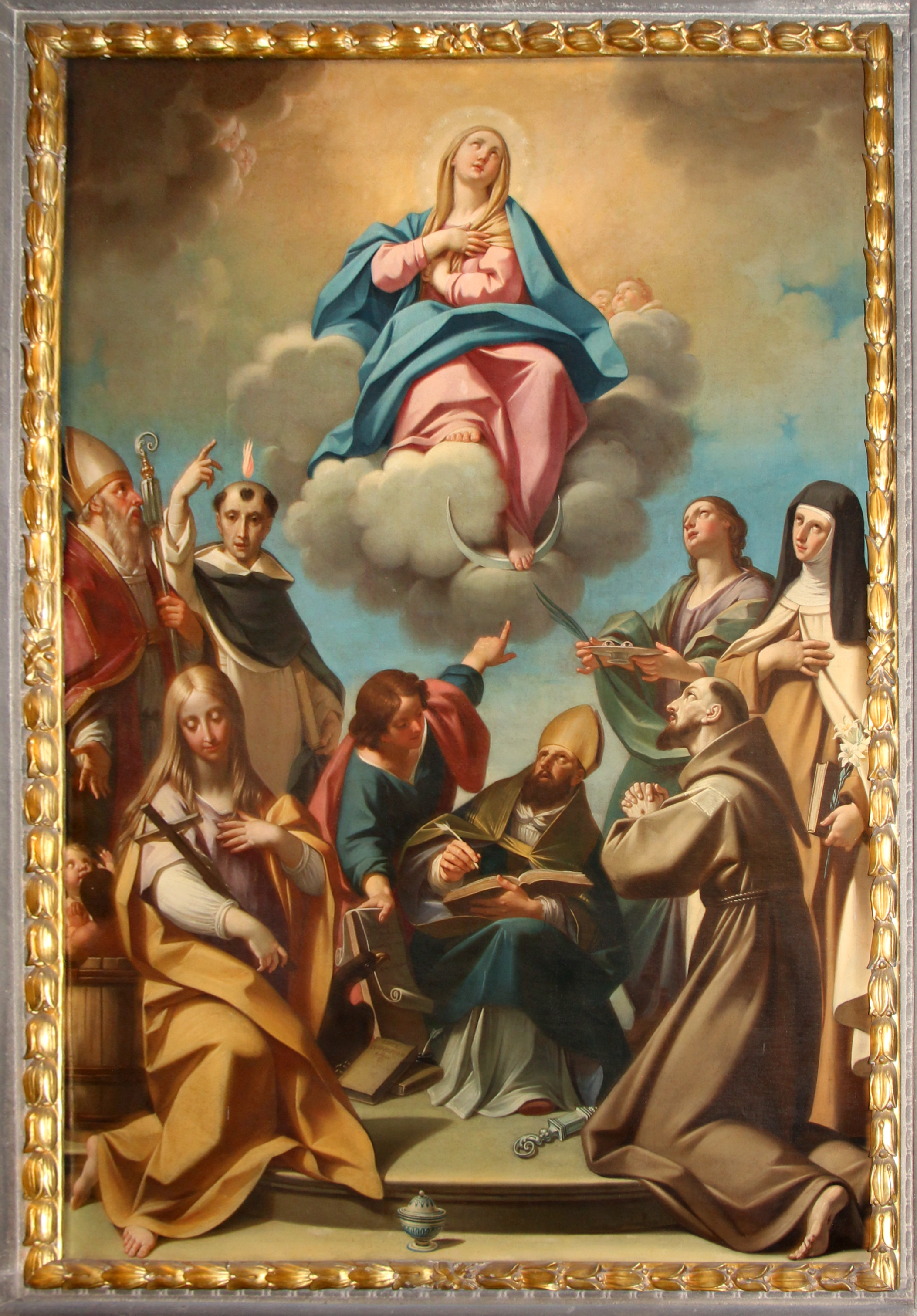
Altare dell'Immacolata, dipinto di Antonio Consetti di Modena, 1742

 Il terzo altare a sinistra ha un dipinto su tela raffigurante l'Immacolata Concezione e Santi. Questo altare fu fatto erigere dal Comune di Pieve Fosciana in ricordo della guerra del 1613 fra la Repubblica di Lucca e il Ducato di Modena, una delle ultime guerre fra Stati italiani (ricordata anche nella Secchia Rapita di Alessandro Tassoni). Le ostilità cominciarono il 22 luglio, giorno di Santa Maria Maddalena, che, per questo motivo, è raffigurata in primo piano sulla sinistra; gli altri santi sono: san Nicola da Bari, san Vincenzo Ferreri, san Giovanni Evangelista, sant'Agostino, san Francesco, santa Lucia, santa Chiara.
Il quadro che sostituì uno più antico, fu eseguito nel 1742 da Antonio Consetti, caposcuola della pittura modenese del secolo XVIII e sovrintendente alla Galleria Ducale. Questa è l'unica opera del Consetti al di fuori dell'Emilia; nel 1982 fu esposta in una mostra a Modena.
Ancora a sinistra si trova l'altare dell SS. Annunziata. Contiene il gruppo dell'arcangelo Gabriele e di Maria Vergine, colto nella scena evangelica dell'Ave narrata da san Luca. Le due statue, in terracotta invetriata, furono assegnate in un primo tempo da Ugo Procacci alla bottega di Benedetto da Maiano. Giancarlo Gentilini ha definitivamente attribuito il gruppo alla bottega di Andrea della Robbia, precisando che la figura della Madonna si attiene ad un noto modello di Andrea comparabile all'Annunciazione nella chiesa di Santa Maria a Montepulciano, mentre l'angelo si deve ad un collaboratore influenzato da Benedetto da Maiano o dal Buglioni. L'opera era stata eseguita circa il 1510 per l'ex-convento di San Francesco, fondato dal beato Ercolano e chiuso in epoca napoleonica.
Dietro l'altare maggiore è esposta una grande ancona raffigurante la Natività di san Giovanni Battista. Rappresenta la Beata Vergine con in braccio il neonato Giovanni; ha in primo piano a sinistra la figura di Luca evangelista, narratore del fatto; sono inoltre rappresentate le figure di Elisabetta e Zaccaria, genitori di Giovanni Battista, e di alcune inservienti.
L'opera è datata 1696 e siglata A.C.M. Anche in relazione allo stile emiliano del dipinto, la sigla risolvibile in: Alessandro Carpi Modenese. La ricca cornice lignea, eseguita nel 1732, è opera di artigianato locale.

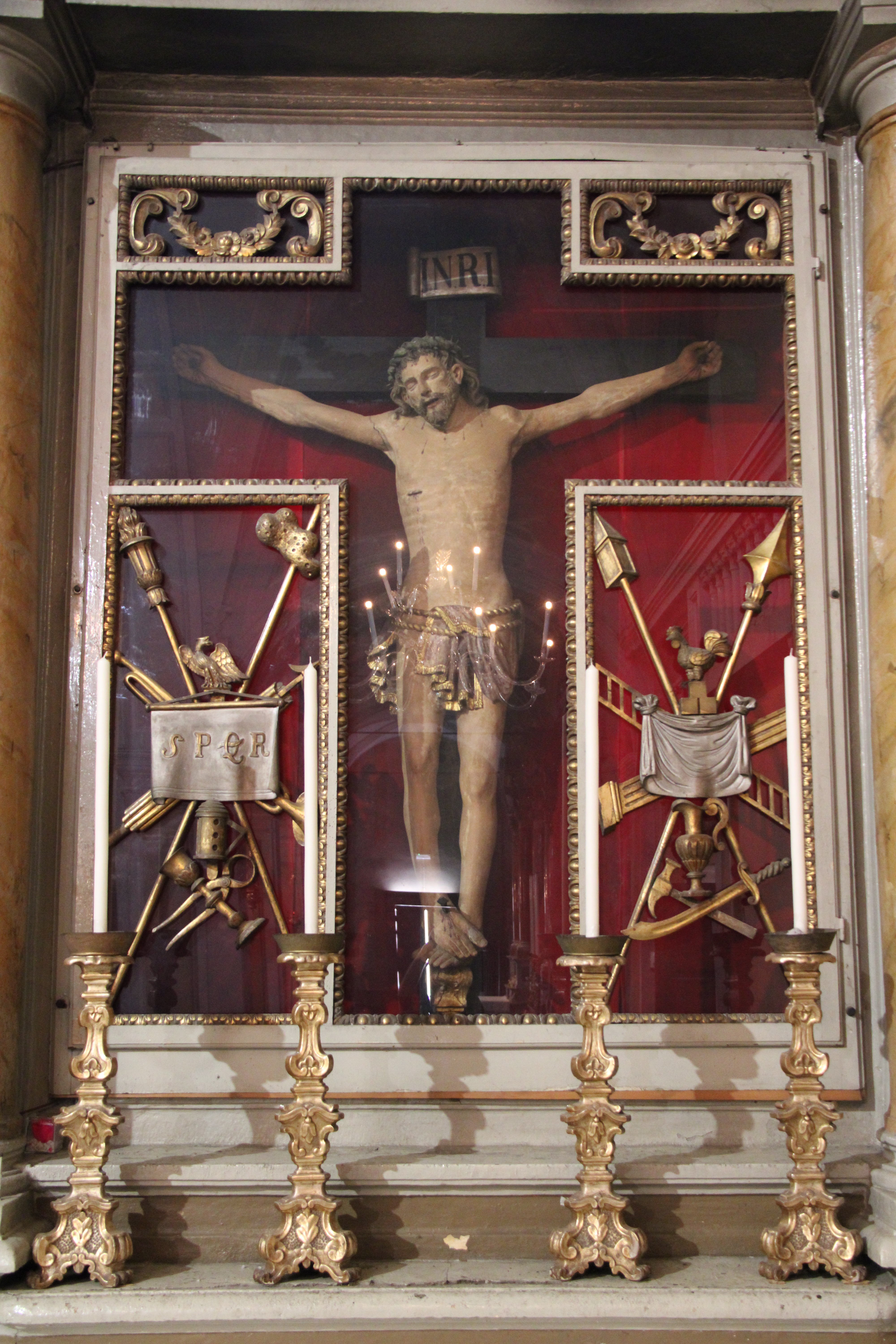
Altare di Santa Croce

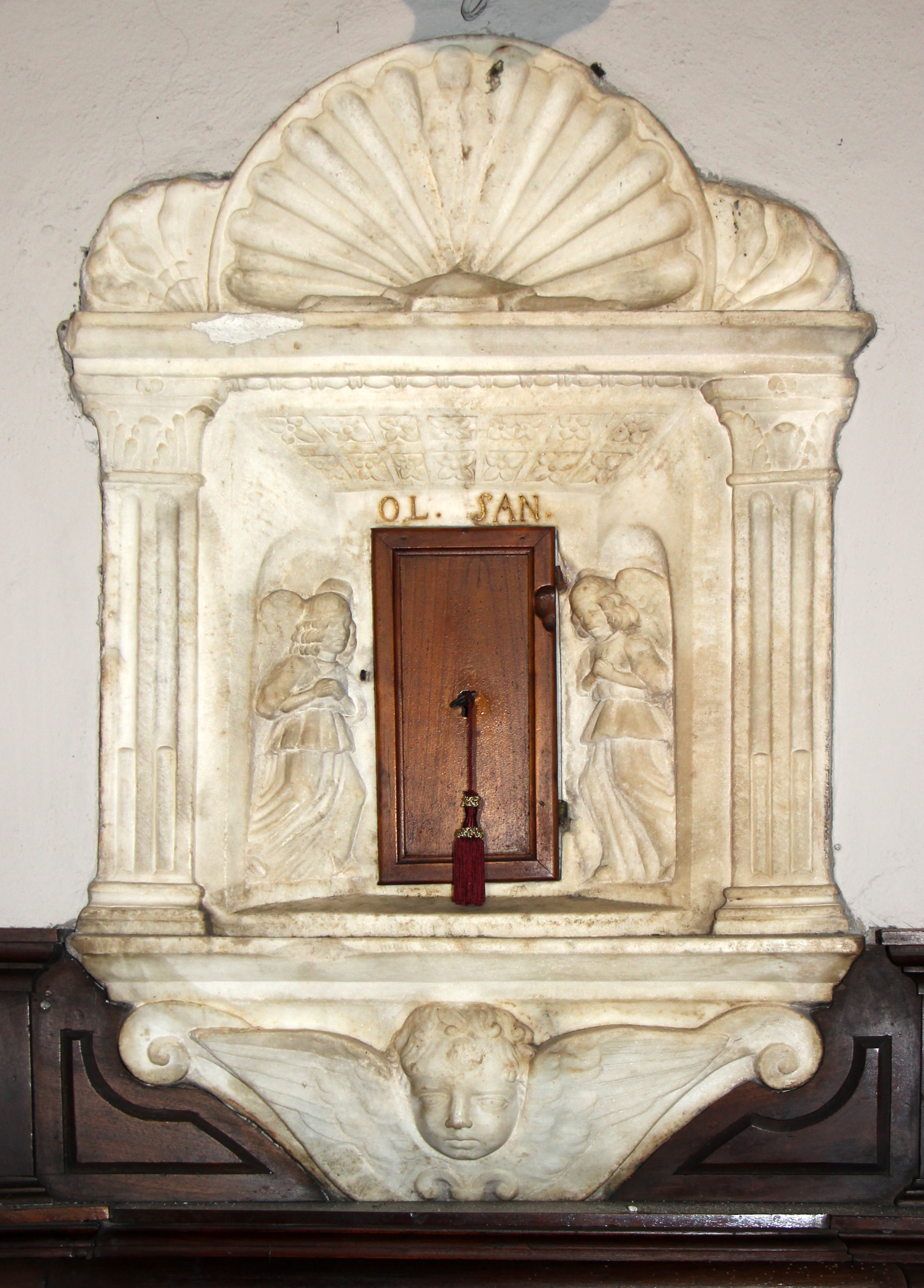
Tabernacolo, bottega di Matteo Civitali, 1467

Nel muro dell'abside, sempre dietro all'altare maggiore, è inserito un tabernacolo marmoreo dovuto ad una disposizione vescovile del 1467. Vi si nota il carattere semiartigianale della parte superiore, in contrasto con la gentile testina di cherubino alla base, che assegna l'opera alla bottega di Matteo Civitali.
A destra dell'altare maggiore è situato l'altare dell SS. Crocifisso. Contiene un Crocifisso in terracotta dipinta ad olio, opera toscana della seconda metà del Cinquecento, commissionata da una Compagnia di S. Croce oggi scomparsa. I fregi della vetrata sono ottocenteschi. 

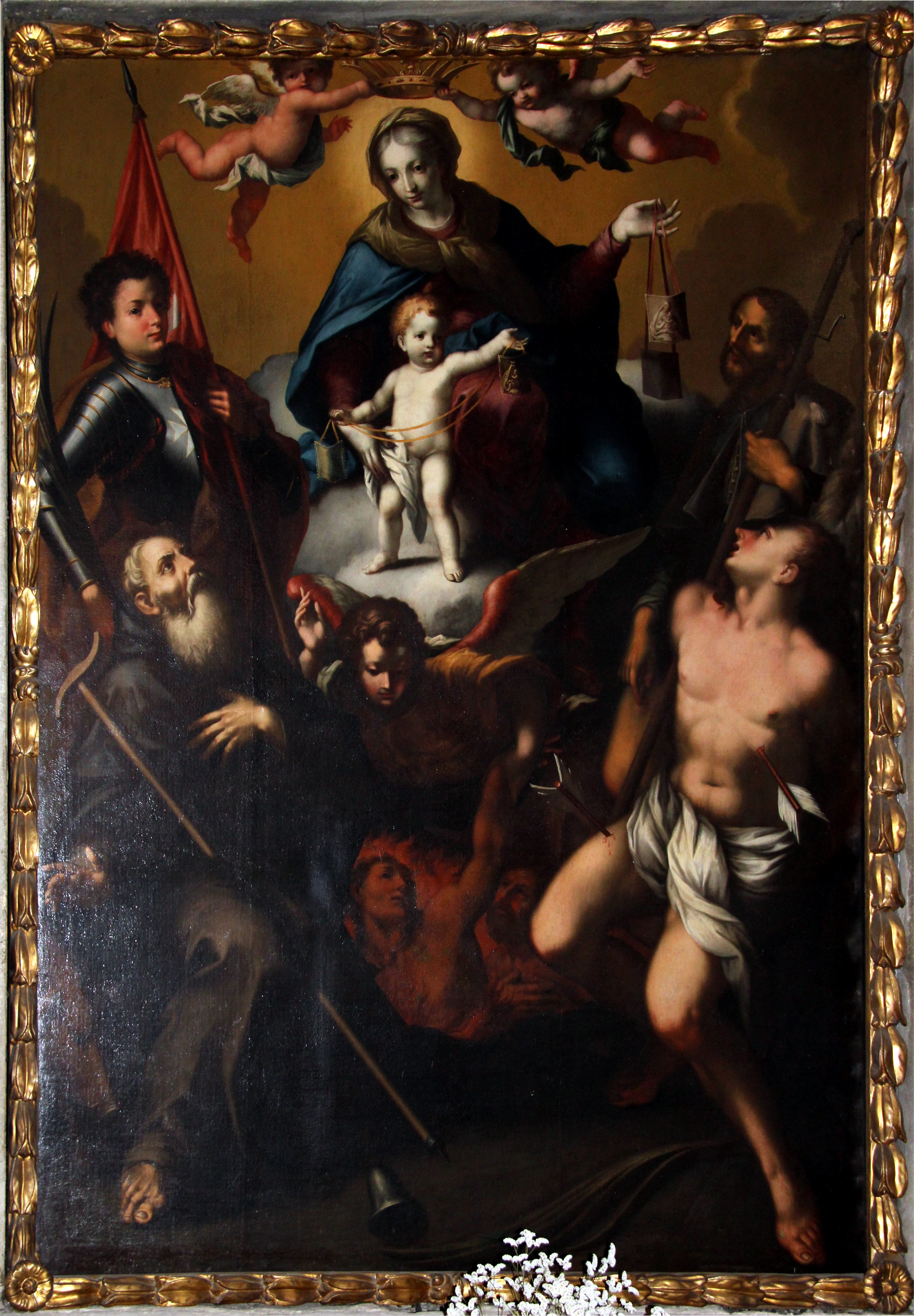
Madonna del Carmelo e Santi di Pietro Paolini

Proseguendo a destra verso l'uscita si trova l'altare della Madonna del Carmine. La pala raffigura l'Incoronazione della Beata Vergine del Carmine che reca in braccio il Bambino; i santi sulla sinistra sono: sant'Antonio Abate (in primo piano), protettore del bestiame, e sant'Ansano di Siena, protettore dei boscaioli; sulla destra: san Sebastiano e san Rocco, protettori contro la peste. San Rocco indica realisticamente sulla gamba il segno della peste bubbonica. L'opera, commissionata dalla Compagnia del Suffragio, era già presente nel 1679; anche per le lontane reminiscenze caravaggesche, si colloca nell'ambito della scuola lucchese del pittore Pietro Paolini.
L'ultimo altare a destra custodisce l'urna in legno dorato che racchiude le reliquie del beato Ercolano. L'urna fu realizzata nel 1860 da Carlo Chiappara, esponente nella tradizione d'intaglio del legno nel vicino paese di Sillico.
Accanto alla porta di destra vi è il Fonte Battesimale per infusione, realizzato nel 1754 da M° Girolamo di Pontecosi, forse su disegno del pittore locale Pietro Pierotti, al quale si deve l'affresco retrostante, che rappresenta San Giovanni mentre battezza Gesù.
Nella sagrestia, c'è un lavabo cinquecentesco in pietra nel corridoio ed all'interno mobili della seconda metà del cinquecento.
Gli influssi artistici nella chiesa vanno, come visto, da Firenze a Lucca, per raggiungere l'Emilia, e sono un simbolo degli antichi intrecci culturali ed economici di Pieve Fosciana.

### Organo a canne
Lo strumento è situato nella sinistra sopra la porta di sagrestia, il Grand'Organo è stato costruito dai fratelli Elìa ed Attilio Turrini di Pieve Fosciana nel 1913 (inaugurato il 12 gennaio 1913 dal M° Guglielmo Mattioli), in origine situato nella controfacciata sopra il portone centrale, poi trasferito nel 1931 in alto a sinistra del presbiterio.
Successivamente nel 1990 l'organo è stato ampliato, aggiungendo l'organo espressivo e distaccamento della consolle indipendente con sistema di trasmissione elettrica, situata nel presbiterio, dalla ditta F.lli Marin di Bolzaneto (GE).
Lo strumento ha 37 registri divisi su due tastiere di 58 note ciascuna e pedaliera concavo-radiale di 30 note, consolle mobile indipendente con 96 combinazioni aggiustabili, per un totale di circa 2000 canne.

## Ricorrenze principali
Il paese di Pieve Fosciana conserva alcune vecchie tradizioni.
La più conosciuta è la festa dell Libertà, che risale al 1369. Ha origine dalla liberazione di Lucca da parte dell'imperatore Carlo IV e ricorre ogni anno nella domenica dopo Pasqua e nel lunedì seguente. Da un punto di vista religioso, in questi giorni si commemora a Pieve la SS. Annunziata. All'altare omonimo si celebravano un tempo i matrimoni ed il gruppo robbiano ivi custodito è ancora adesso oggetto di venerazione in tali occasioni.

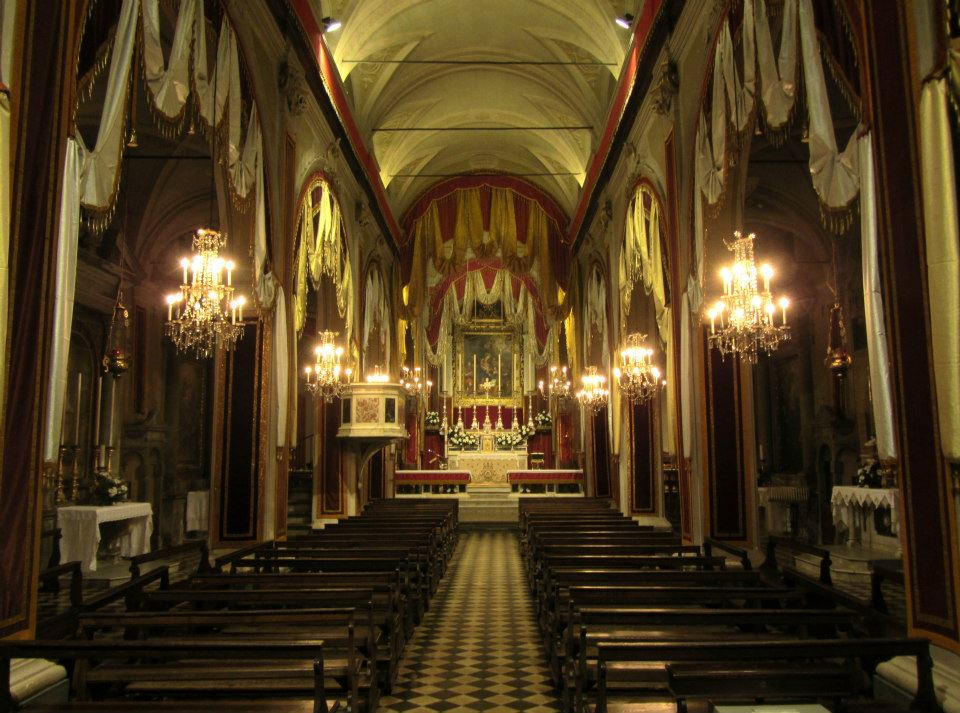
Chiesa addobbata dalle Palme alla seconda domenica di Pasqua.

Da alcuni anni, nel secondo giorno della Libertà, vengono festeggiate le nozze d'oro e d'argento del paese. Fin dall'Ottocento alla festa della Libertà è unita una fiera, che è una vera festa di primavera per tutta la Garfagnana. È usanza assaggiarvi la torta di riso, che ha in parte sostituito la torta di farro (ora in recupero).
Altra ricorrenza annuale è quella del Carnevale nel quale gareggiano le antiche "contrade". La sera del Martedì Grasso, si "brucia il carnevale" incendiando un pupazzo che lo rappresenta e, come finale, si usa suonare "la Grossa" (e cioè la campana maggiore della Pieve)) che dà il segnale dell'inizio della Quaresima.
L'usanza è documentata come plurisecolare.
Le principali feste religiose sono, oltre la ss. Annunziata, la millenaria solennità di san Giovanni Battista, il 24 giugno, e la festa del beato Ercolano, il 31 agosto.
Una caratteristica locale è quella della "addobbatura" (ornamentazione con drappi) dell'interno della chiesa, dalla domenica della Palme alla seconda di Pasqua.